# Rock ahoy
Rock ahoy was een wekelijks muziekprogramma op de Vlaamse radiozender Studio Brussel op zondag van 12 tot 13 uur, gepresenteerd door Humojournaliste Katia Vlerick. Het werd van 26 april 2009 tot 27 juni 2010 uitgezonden. 

## Concept
Het programma probeerde de sfeer van een piratenzender uit te ademen. Vandaar ook de ondertitel "Katja kaapt de ether". Vlerick draaide een uur lang allerlei rock- en popdeuntjes rond een specifiek thema. Haar playlist werd tijdens de week van de uitzending ook altijd in Humo afgedrukt.

## Bron
- http://www.humo.be/actua/24568/rock-ahoy-humos-kv-kaapt-stubru
- http://www.humo.be/tags/89094/rock-ahoy
- http://www.stubru.be/programmas/rockahoy